# Почётный гражданин Томска
Почётный гражданин города Томска — почётное звание в Российской империи, СССР и Российской Федерации.
Высший знак признания заслуг гражданина перед Томском и его жителями.

## История
В Российской империи звание присваивалось за конкретно формулируемые заслуги перед Томском.
Первоначально порядок присвоения звания предусматривал прохождение трёх ступеней — постановление городской думы, утверждение губернатором, подписание российским императором.

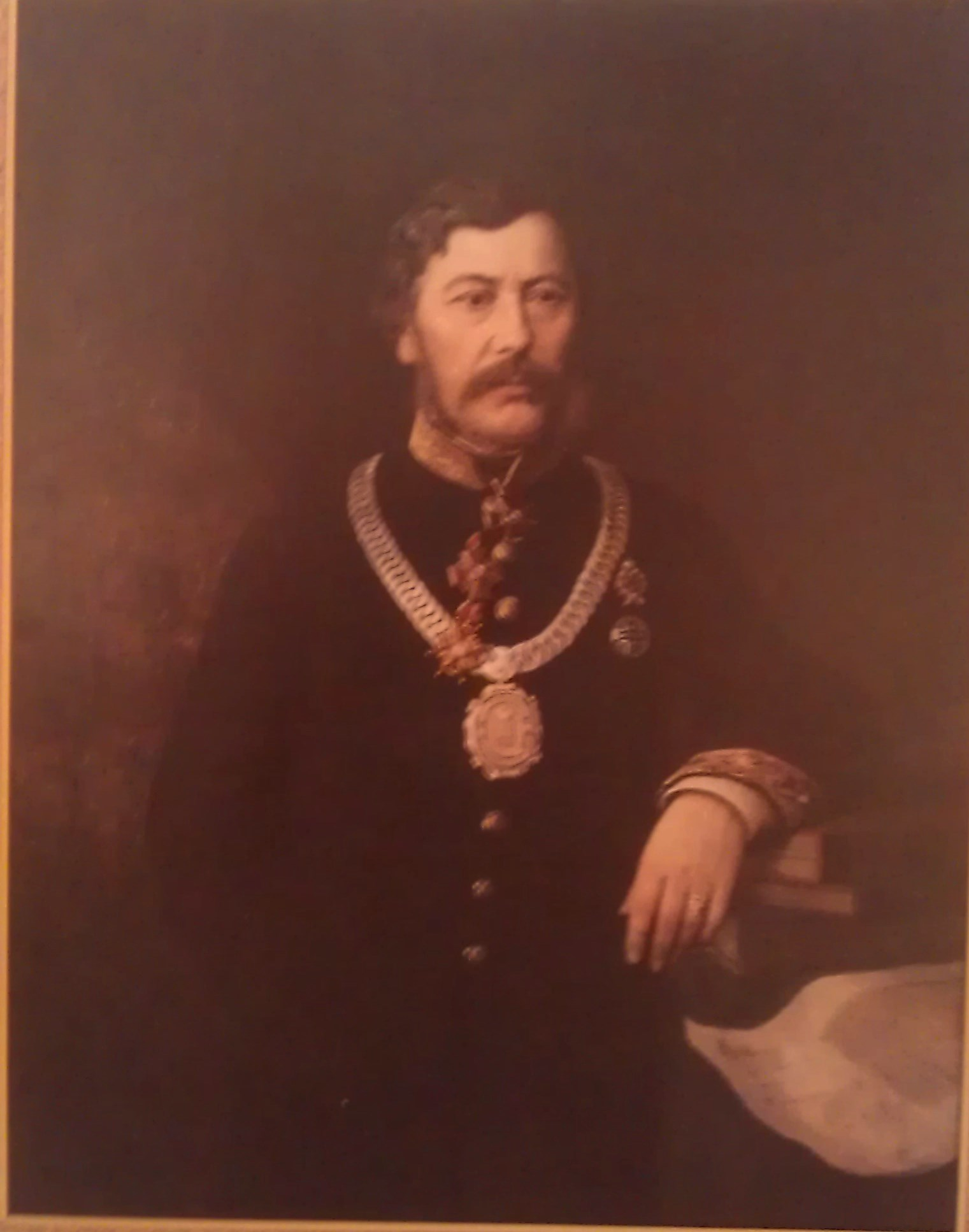
Портрет З. М. Цибульского, первого почётного гражданина Томска.

Первым звания «Почётный гражданин Томска» в 1879 году был удостоен Захарий Цибульский. С 1847 года Цибульский занимался благотворительностью, был одним из главных жертвователей на устройство Томского университета, позиция и действия Цибульского во многом определили выбор города для строительства первого в Сибири университета в пользу Томска, повелением императора Александра III портрет Цибульского был помещён в актовом зале Университета (ныне портрет находится в Научной библиотеке ТГУ).
После долгих прений в Томской городской думе было отказано в присвоении звания почётного гражданина Томска бывшему томскому губернатору Лерхе (Лерхе представил Д. Тецков, Фёдор Акулов выступил с обличительной речью). Не был удостоен звания и сам Тецков, допустивший злоупотребления при закупке муки для городских нужд. Безуспешно ходатайствовал о присвоении звания почётного гражданина города Томска комитет по постройке Троицкого кафедрального собора одному из главных жертвователей на собор и организаторов его строительства купцу П. Михайлову.
С установлением советской власти присвоение звания было приостановлено и возобновлено в 1967 году. Решением от 29 марта 1967 года «Об учреждении звания „Почётный гражданин города Томска“» Томский городской совет депутатов трудящихся постановил присваивать звание за большой вклад в развитие города, его хозяйства и культуры, прославившим город своим трудом и подвигами. В этом году звания были удостоены участники борьбы за советскую власть в Томске А. А. Иванова, Е. М. Кужелева, А. И. Беленец.
В 1998 году было принято положение о звании «Почётный гражданин Томской области» и новое положение «О звании „Почетный гражданин города Томска“».
Звание присваивается лицам, внесшим выдающийся вклад в развитие города, его экономики, науки, культуры, укрепление законности, правопорядка, обеспечение экологической безопасности, «способствующим укреплению авторитета Томска в России и мировом сообществе», решением городской думы по представлению мэра. Рекомендовать кандидатуры на присвоение звания могут представители общественности, общественные объединения, трудовые коллективы, граждане города. Лицам, удостоенным почётного звания, вручается удостоверение и нагрудный знак, их имена заносятся в Книгу Почёта, они пользуются льготами. По новому положению, в отличие от всех предыдущих, звание может быть присвоено посмертно, а в случае совершения порочащего звание проступка у городской думы есть право лишить звания.
Звание может присваиваться ежегодно один раз в год одному гражданину. Присвоение этого звания  приурочено ко Дню города.

## Почётные граждане
Полный список почётных граждан Томска:.

### Российская империя
1. 1879 ♦ Цибульский, Захарий Михайлович (1817—1882) — томский купец-золотопромышленник, меценат.
2. 1882 ♦ Королёв, Евграф Иванович (1823—1900) — томский купец, меценат, создатель первого каменного томского театра
3. 1882 ♦ Немчинов, Андрей Яковлевич — кяхтинский 1-й гильдии купец, «чайный король»[13][14]
4. 1889 ♦ Гиляров, Михаил Алексеевич — управляющий Томской казённой палатой[15]
5. 1892 ♦ Тобизен, Герман Августович — томский губернатор
6. 1891 ♦ Королёв, Всеволод Иванович — томский купец, меценат[16]
7. 1898 ♦ Флоринский, Василий Маркович — русский врач и писатель, археолог, попечитель Западносибирского учебного округа, один из инициаторов открытия Университета в Томске.
8. 1910 ♦ Макушин, Пётр Иванович — предприниматель и просветитель
9. 1911 ♦ Гондатти, Николай Львович — томский губернатор
10. 1915 ♦ Потанин, Григорий Николаевич — учёный-этнограф и общественный деятель
11. 1917 ♦ Игнатьев, Павел Николаевич — министр народного просвещения Российской империи

### СССР
1. 1967 ¤ Беленец, Алексей Иванович — советский партийный и государственный деятель, председатель Томского горисполкома (1920)
2. 1968 ¤ Яблоков, Дмитрий Дмитриевич — врач-терапевт, учёный и клиницист. Академик АМН СССР / РАМН. Профессор кафедры факультетской терапевтической клиники Томского медицинского института. Герой Социалистического Труда.
3. 1971 ¤ Рукавишников, Николай Николаевич — лётчик-космонавт СССР, уроженец Томска
4. 1981 ¤ Марков, Георгий Мокеевич — писатель, уроженец Томской области
5. 1985 ¤ Бушуев, Михаил Серпионович — шофёр пассажирского автотранспортного предприятия № I в Томске, Герой Социалистического Труда[17]
6. 1985 ¤ Ворошилов, Геннадий Николаевич — участник Великой Отечественной войны, Герой Советского Союза.
7. 1985 ¤ Дорохов, Николай Яковлевич — участник Великой Отечественной войны, Герой Советского Союза.
8. 1985 ¤ Гуменный, Николай Маркович — участник Великой Отечественной войны, командир полка Сибирской добровольческой дивизии[18]

### Российская Федерация
1. 1997 • Карпов, Ростислав Сергеевич — академик РАМН, директор Томского НИИ кардиологии (1986—2015)
2. 1998 • Райзман, Марк Михайлович (посмертно) — директор завода «Реатон»[19]
3. 1999 • Моравецкий, Дмитрий Владимирович — ветеран спорта, заведующий кафедрой физвоспитания ТПИ[20]
4. 1999 • Кривов, Михаил Алексеевич — директор Сибирского физико-технического института (1960—1984).
5. 1999 • Ковалёв, Юрий Яковлевич — томский общественный и политический деятель, председатель Томского горисполкома (1982—1988), заместитель председателя Думы Томской области (1997—2001).
6. 2000 • Зуев, Владимир Евсеевич — академик РАН, председатель Президиума Томского филиала, Томского научного центра СО Академии наук СССР (1979—1992). Член Президиума СО Академии наук СССР (РАН) (1971—2003), член Президиума РАН (1991—1996).
7. 2000 • Панин, Виктор Евгеньевич — академик РАН, основатель и директор Российского материаловедческого центра в Томске[21].
8. 2000 • Потапов, Анатолий Иванович — врач, основатель и руководитель (1979—1985) научного центра АМН СССР в г. Томске; министр здравоохранения РСФСР (1985—1990), с 1990 года — директор Федерального научного центра гигиены имени Ф. Ф. Эрисмана
9. 2000 • Морякина, Валентина Андреевна — директор Сибирского ботанического сада (1969—2008)
10. 2001 • Климычев, Борис Николаевич — писатель, автор восьми романов о городе Томске.
11. 2001 • Чучалин, Иван Петрович — ректор ТИАСУРа (1972—1981), ректор ТПИ (1981—1990).
12. 2001 • Бычков, Александр Петрович — профессор Томского государственного университета, ректор ТГУ (1966—1983).
13. 2003 • Голубев, Пётр Васильевич — директор НПО «Полюс» (1980—1994)[22]
14. 2002 • Альперович, Борис Ильич — врач-хирург, заведующий кафедрой хирургических болезней ТМИ — СибГМУ (1969—2001).
15. 2003 • Гольдберг, Евгений Данилович — врач, один из организаторов Томского научного центра РАМН (1986)
16. 2004 • Тарасенко, Владимир Петрович — директор, научный руководитель НИИ автоматики и электромеханики при ТУСУРе (1981—2000)
17. 2004 • Мальцев, Борис Алексеевич — председатель Думы Томской области (1994—2011).
18. 2004 • Кресс, Виктор Мельхиорович — глава администрации Томской области (1991—1995), губернатор Томской области (1995—2012)
19. 2006 • Новицкий, Вячеслав Викторович — российский учёный-патофизиолог, ректор СибГМУ (1997—2014), академик РАМН.
20. 2008 • Вяткин, Николай Александрович — генеральный директор АО «Томскэнерго» (1993—2003)[23]
21. 2009 • Майер, Георгий Владимирович — ректор Томского государственного университета (1995—2013)
22. 2011 • Путинцев, Николай Платонович (посмертно) — бывший сотрудник ГАИ, легендарный постовой на проспекте Ленина в Томске
23. 2011 • Резников, Владимир Тихонович — томский политик и общественный деятель, генеральный директор ООО «Горсети»[24]
24. 2012 • Гюнтер, Виктор Яковлевич (посмертно) — руководитель НПФ «Микран»
25. 2015 • Лигачев, Егор Кузьмич — первый секретарь Томского обкома КПСС (1965—1983)[25]
26. 2016 • Месяц, Геннадий Андреевич — академик РАН, вице-президент (1987—2013) и член Президиума РАН, директор Физического института имени П. Н. Лебедева РАН (Москва); научный руководитель Института сильноточной электроники ТНЦ СО РАН
27. 2017 • Пузырев, Валерий Павлович — директор НИИ медицинской генетики СО РАМН (1987—2015), академик РАМН
28. 2018 • Заплавный, Сергей Алексеевич — поэт и прозаик, в соавторстве с композитором С. А. Королёвым написал «Гимн Томску»[26][27]